# القذف على الوجه

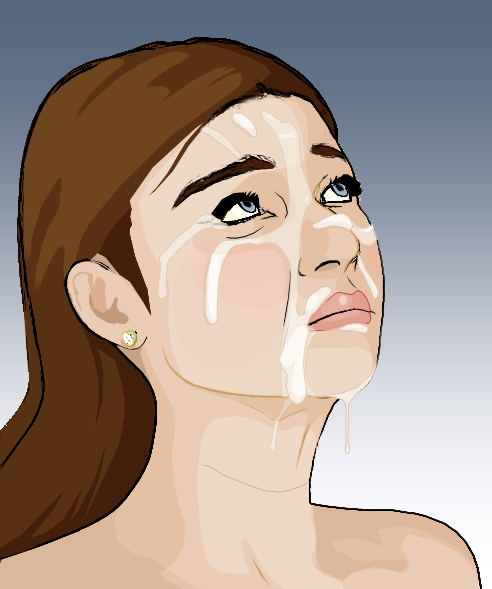
قذف المنيّ على الوجه.

القذف على الوجه (بالإنجليزية: Facial)‏ هو سلوك جنسي حيث يقوم الرجل بقذف المني على وجه شريكه أو شركاء الجنسيين، تظهر عادة في الأفلام الأباحية كمشهد ختامي.